# J. Campbell (cầu thủ bóng đá)
J. Campbell là một cầu thủ bóng đá người Anh thi đấu ở Football League cho Burnley.